# سونيا غوردون براون
سونيا غوردون براون (بالإنجليزية: Sonia Gordon Brown)‏ هي فنانة أمريكية، ولدت في 1894، وتوفيت في 1966.